# Granja Agrícola de Zaragoza

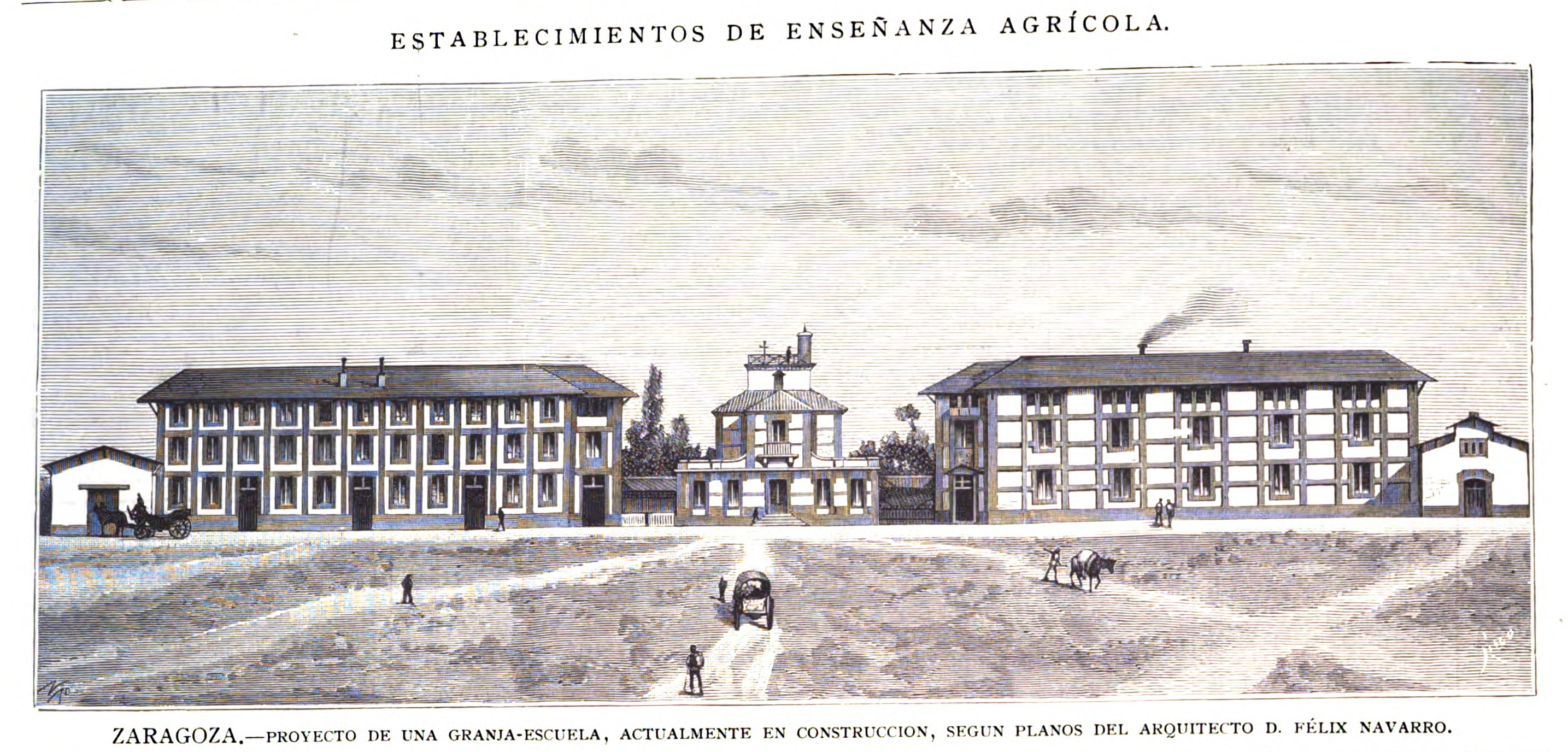
Vista del proyecto de la granja, por entonces en construcción, en un grabado publicado en 1883 en La Ilustración Española y Americana.

La Granja Agrícola de Zaragoza es la institución precursora del actual Centro de Investigación  y Tecnología Agroalimentaria de Aragón. Fue creada en Zaragoza el 23 de septiembre de 1881 por Real Decreto como granja-Modelo para la propagación de conocimientos agronómicos, formación de personal especializado, así como ensayar e introducir cultivos de nuevas especies vegetales y cría, mejora y multiplicación de animales.

## Historia
El 18 de mayo de 1881 se publica en la Gaceta de Madrid un R.D. de fecha 14 de por el que el Gobierno se comprometía a auxiliar con el personal técnico y con el material que fuera necesario a las tres provincias que antes del 15 de julio siguiente solicitaran la instalación de una Granja Modelo o una Estación Agronómica. En la solicitud, las Diputaciones debían consignar las condiciones de la finca en que habían de establecerla y las cantidades que dedicaban a su instalación y sostenimiento. La Diputación Provincial de Zaragoza contrató al arquitecto Félix Navarro, quien desarrolló el proyecto para que se instalara el Centro en la finca llamada “Torre de la Infanta”. El 24 de septiembre se publica en la Gaceta de Madrid el R.D. de fecha 23 de septiembre por el que el Ministerio de Fomento aprobaba el proyecto. El centro se creó con el objetivo de “atraer al propietario rural para convertirlo en director de sus propias explotaciones, aumentar el catálogo de las plantas cultivadas en la región, mejorar la técnica de los trabajos mediante los nuevos elementos de fertilización de las tierras y fomentar la ganadería como elemento indispensable a una agricultura con aspiración de intensiva”.

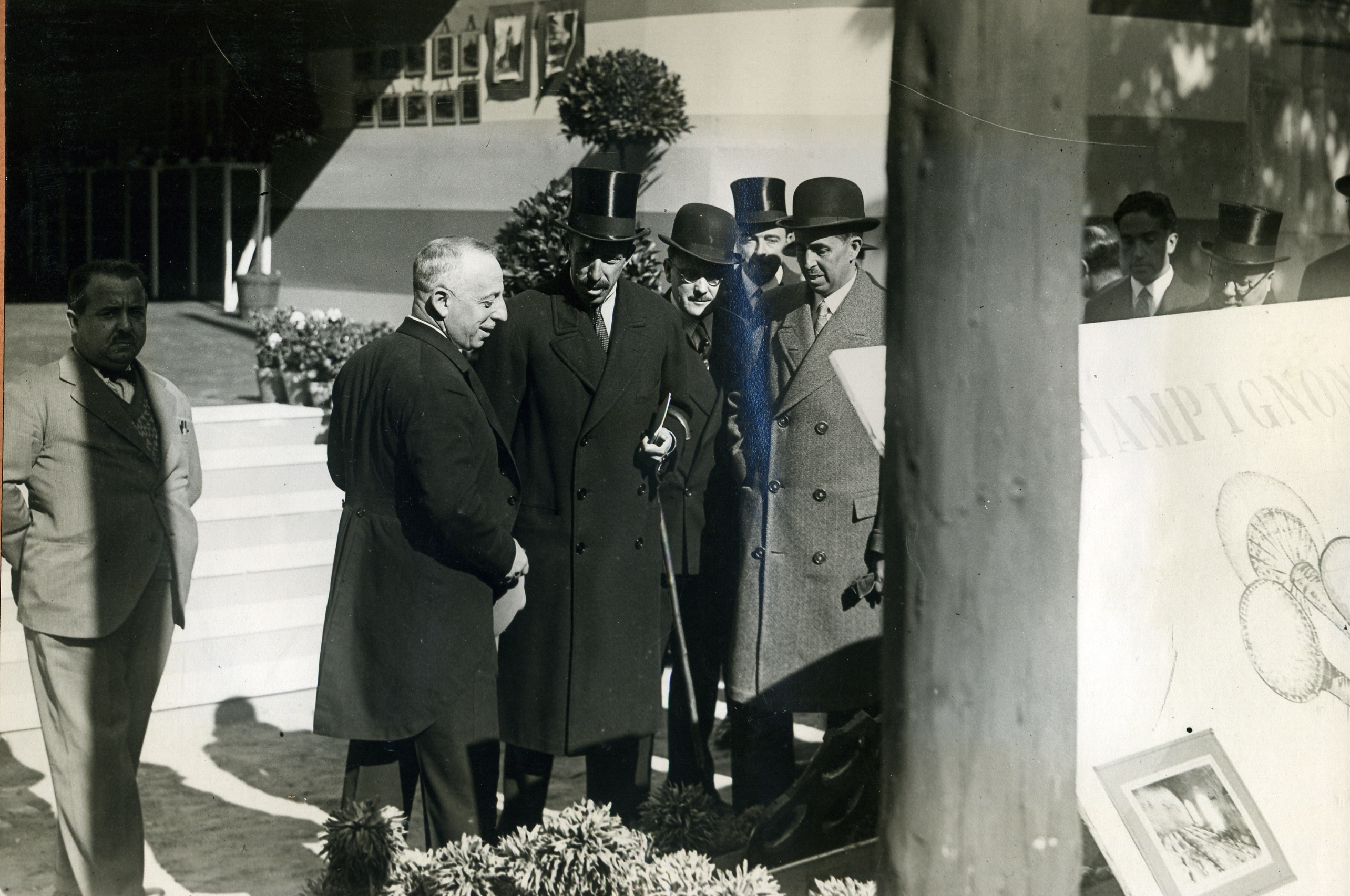
Visita del rey Alfonso XIII durante la Exposición Nacional Hortícola

El Decreto 9 de marzo de 1940 que fija los Centros, Estaciones, Subestaciones y Anejos en que habrá de desarrollar su labor el Instituto Nacional de Investigaciones Agronómicas, dispone que sea la Estación de Cultivos de los Grandes Regadíos de Zaragoza, que es así la continuadora de la Granja Agrícola, cuya principal labor fue la introducción en la región del cultivo de la remolacha azucarera.
Por Orden Ministerial del 19 de julio de 1967 se integró en el Centro de Desarrollo Agrario del Ebro, que a su vez fue incorporado al Instituto Nacional de Investigación y Tecnología Agraria y Alimentaria (INIA) por el Decreto 2809/1970 del 12 de septiembre pasando a formar parte del Centro Regional de Investigación y Desarrollo Agrario de la División 3 (Ebro) [CRIDA03]
En 1984 se produce la transferencia de las competencias en materia agroalimentaria desde el Ministerio de Agricultura al Gobierno de Aragón y pasa a depender de la Consejería de Agricultura como Servicio de Investigación Agroalimentaria (SIA), mediante Real Decreto 3414/1983, de 28 de diciembre de Presidencia de Gobierno, publicado el 10 de febrero de 1984.
El Gobierno de Aragón para optimizar la I+D+i agroalimentaria crea el Centro de Investigación y Tecnología Agroalimentaria de Aragón  por la Ley 29/2002, de 17 de diciembre, donde se integra el Servicio de Investigación Agroalimentaria.  Su objetivo final es conseguir, mediante la investigación, el desarrollo tecnológico, la formación y la transferencia, que las explotaciones agrarias y las empresas agroindustriales innoven continuamente y con ello alcanzar que la población activa agraria, y el resto de la población rural, obtenga una mayor rentabilidad económica y, como consecuencia, una mejor calidad de vida.